# Riesgo de sufrimiento espiritual
Riesgo de sufrimiento espiritual es un diagnóstico en el campo de la enfermería. Está estandarizado por la NANDA en los Diagnósticos aprobados en 2005-2006.